# サンティリャーナ
サンティリャーナ（Santillana）ことカルロス・アロンソ・ゴンサレス（Carlos Alonso González、1952年8月23日 - ）は、スペイン・カンタブリア州サンティリャーナ・デル・マル出身の元同国代表サッカー選手。ポジションはFW。
1970年代から80年代にかけてレアル・マドリードで活躍し、俊敏生に優れたストライカーであったため、エル・プーマ（ピューマの意）という愛称で親しまれた。

## 経歴
1970-71シーズン、2部のラシン・サンタンデールで16ゴールを挙げて得点王に輝くと、2600ペセタでレアル・マドリードに引き抜かれる。1971年9月5日のレアル・ベティス戦で1部デビューを果たした。そのシーズンは10得点を挙げ、クラブの3季ぶりのリーグ優勝に貢献した。19シーズンで9度のリーグタイトル、4度のコパ・デル・レイ獲得、2度のUEFAカップ獲得など、その経歴は輝かしいばかりである。リーグ歴代12位となる186得点を挙げ、1982-83シーズンには8得点を挙げてUEFAカップウィナーズカップ得点王に輝いたサンティリャーナだが、ついにピチーチ賞には縁がなかった。
1979年にはクラブのキャプテンに就任し、ホセ・アントニオ・カマーチョに引き継ぐ1988年まで立派に役目を果たした。レアル・マドリードでは当時の歴代最多出場記録、アルフレッド・ディ・ステファノに次いで歴代得点記録2位を持っていた。
スペイン代表としては、1975年4月17日に行われたUEFA欧州選手権1976予選のルーマニア代表でデビュー。初得点も同じく11月16日、欧州予選のルーマニア代表である。1976年と1980年と1984年のUEFA欧州選手権、1978年のアルゼンチンW杯、1982年のスペインW杯に出場した。スペイン代表での総得点15点のうち12点は欧州選手権の予選で決めたものであり、1983年12月21日の対マルタ代表戦では4得点を挙げている。

## タイトル

### クラブ
レアル・マドリード
- プリメーラ・ディビシオン : 9回 (1971-72, 1974-75, 1975-76, 1977-78, 1978-79, 1979-80, 1985-86, 1986-87, 1987-88)
- コパ・デル・レイ : 4回 (1973-74, 1974-75, 1979-80, 1981-82)
- UEFAカップ : 2回 (1984-85, 1985-86)
- コパ・デ・ラ・リーガ : 1回 (1984-85)

### 個人
- セグンダ・ディビシオン得点王 : 1回 (1970-71)